# Anderson (ur. 1978)
Anderson Roberto da Silva Luiz (ur. 1 lutego 1978) – brazylijski piłkarz występujący na pozycji napastnika.

## Kariera klubowa
Od 1997 do 2010 roku występował w klubach SL Benfica, FC Alverca, Corinthians Paulista, Náutico, Moreirense FC, Ar-Rajjan SC, Naval 1º Maio, Portuguesa, Londrina, Ponte Preta, Ituano, Consadole Sapporo, Liaoning Whowin i Shenyang Dongjin.